# Sucha Beskidzka
Sucha Beskidzka (do 1965 Sucha) – miasto w Polsce, w województwie małopolskim, siedziba powiatu suskiego.
W okresie II Rzeczypospolitej oraz w latach 1945–1975 miejscowość administracyjnie należała do województwa krakowskiego, a od 1975 do 1998 do województwa bielskiego.
Miasto położone na Żywiecczyźnie, w historycznej Małopolsce.

## Nazwa
Pierwsza wzmianka o Suchej datowana jest na rok 1405, w którym dokonana została jej lokalizacja na prawie niemieckim jako wsi prywatnej, szlacheckiej usytuowanej wówczas nad rzeką Suchą, obecnie zwaną Stryszawką.
Nazwa Sucha Beskidzka ma swoje korzenie w legendach i historii regionu. Jedna z najbardziej znanych legend opowiada o smoku Kicku. W rejonie Suchej Beskidzkiej istnieje wiele wersji tej legendy.
Drugi człon nazwy, "Beskidzka", został dodany w 1964 roku, aby jednoznacznie identyfikować położenie miasta w Beskidach.

### Pierwsza wersja legendy
Według najstarszej wersji, miasto nosiło nazwę Mokra i znajdowało się w pobliżu trzech malowniczych jezior. Mieszkańcy żyli w przyjaznych stosunkach z towarzyskim smokiem Kickiem, który pewnego dnia postanowił wyprawić przyjęcie dla swoich kolegów. W trakcie zabawy smoki wypiły całą wodę z jednego jeziora, co rozgniewało mieszkańców. Zagrozili oni Kickowi, że zostanie wygnany, jeśli nie przestanie organizować takich przyjęć. Smok przeprosił i obiecał poprawę, ale sto lat później znowu zorganizował poczęstunek, po którym zniknęło kolejne jezioro. Po trzecim takim incydencie, mieszkańcy wygnali smoka i zmienili nazwę miasta na Sucha, dodając słowa "bez Kicka" na pamiątkę.

### Druga wersja legendy
Druga wersja legendy mówi, że smoki objadały się całą noc, a nad ranem gasiły pragnienie pijąc wodę z jezior w okolicy Mokrej. Po każdej takiej nocy jedno jezioro znikało. Po trzecim zniknięciu mieszkańcy wypędzili smoka i zmienili nazwę miasta na Sucha "bez Kicka".

### Trzecia wersja legendy
W tej historii Kicek był władcą terenów dzisiejszej Suchej Beskidzkiej, a zamiast jezior interesował go smak wód rzeki Skawy. Smok wypił całą wodę z rzeki, co rozgniewało mieszkańców, którzy zmienili nazwę miasta na Sucha.

## Położenie
Miasto położone jest w niewielkiej kotlinie na skraju Beskidu Makowskiego i Beskidu Małego, u ujścia rzeki Stryszawki do Skawy.
Powierzchnia miasta wynosi 27,65 km² (2011), w tym:
- użytki rolne: 44%
- użytki leśne: 43%

Miasto stanowi 4% powierzchni powiatu.
Sąsiaduje z gminami: Maków Podhalański, Stryszawa, Zembrzyce
Zanieczyszczenie powietrza: Położenie geograficzne utrudnia wentylację miasta, przez co spowija je smog, szczególnie w sezonie grzewczym. Według raportu Światowej Organizacji Zdrowia w 2016 roku Sucha Beskidzka została sklasyfikowana jako siódme najbardziej zanieczyszczone miasto Unii Europejskiej.

## Historia

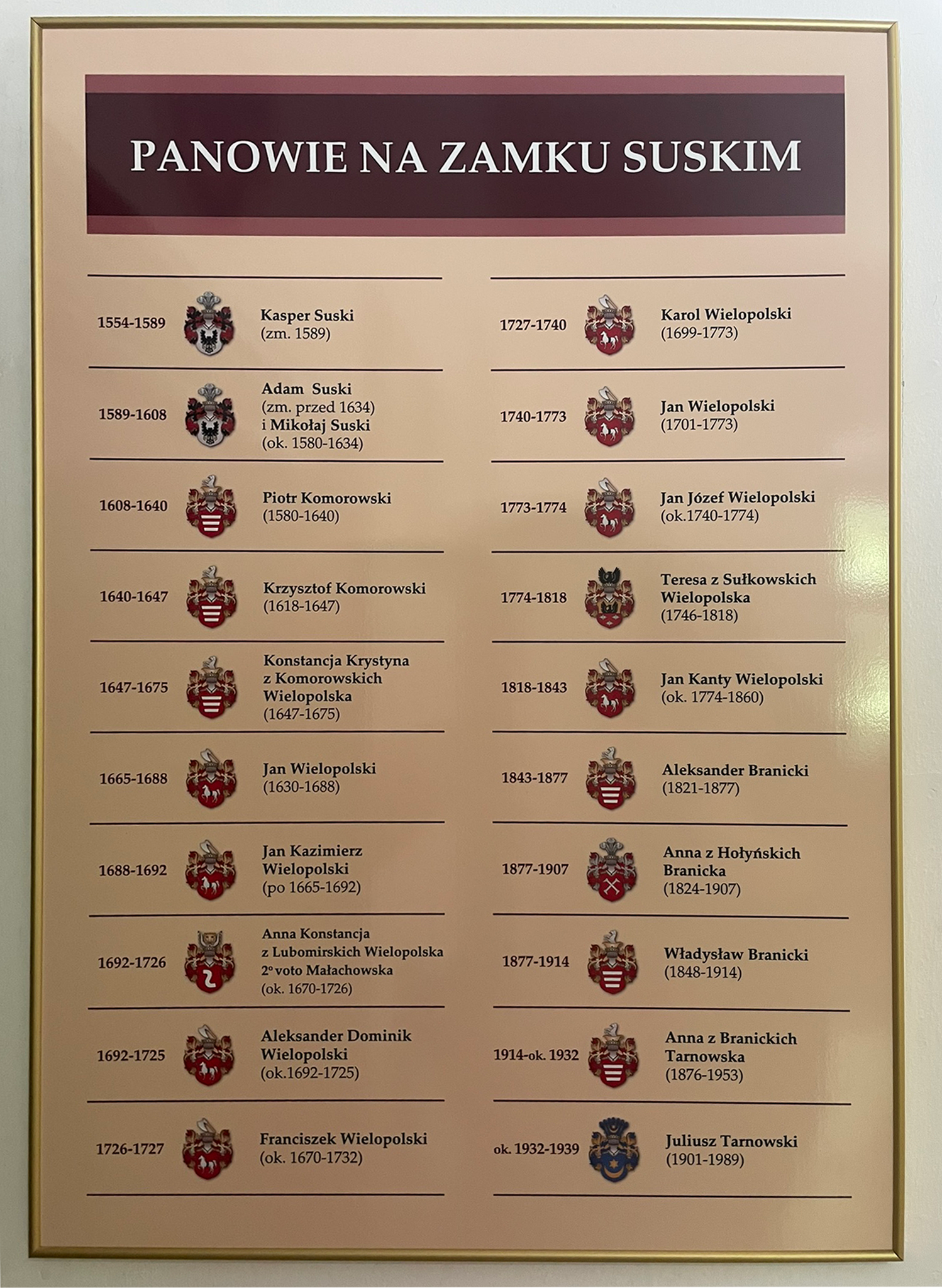
Panowie na zamku suskim

Miejscowość powstała na terenie ówczesnego księstwa oświęcimskiego. Początki zasiedlenia i zagospodarowania kotliny suskiej wiążą się z akcją kolonizacyjną książąt oświęcimskich. Wedle przekazów źródłowych, w 1405 r. Jan II, książę oświęcimski, wydał przywilej, w którym zezwalał niejakiemu Strzale na lokację w tym miejscu osady. Skąpe dokumenty źródłowe niewiele jednak mówią o najwcześniejszym okresie dziejów Suchej. Strzałowie pozostawali jej właścicielami prawdopodobnie przez kilkadziesiąt lat, następnie, w 2. poł. XV wieku Sucha przeszła w ręce Słupskich. W 1564 roku wraz z całymi księstwami oświęcimskim i zatorskim tereny te wcielono w granice Korony Królestwa Polskiego w województwie krakowskim w powiecie śląskim. Po unii lubelskiej w 1569 r. księstwo Oświęcimia i Zatora stało się częścią Rzeczypospolitej Obojga Narodów w granicach, której pozostawało do I rozbioru Polski w 1772 r.

### Państwo suskie

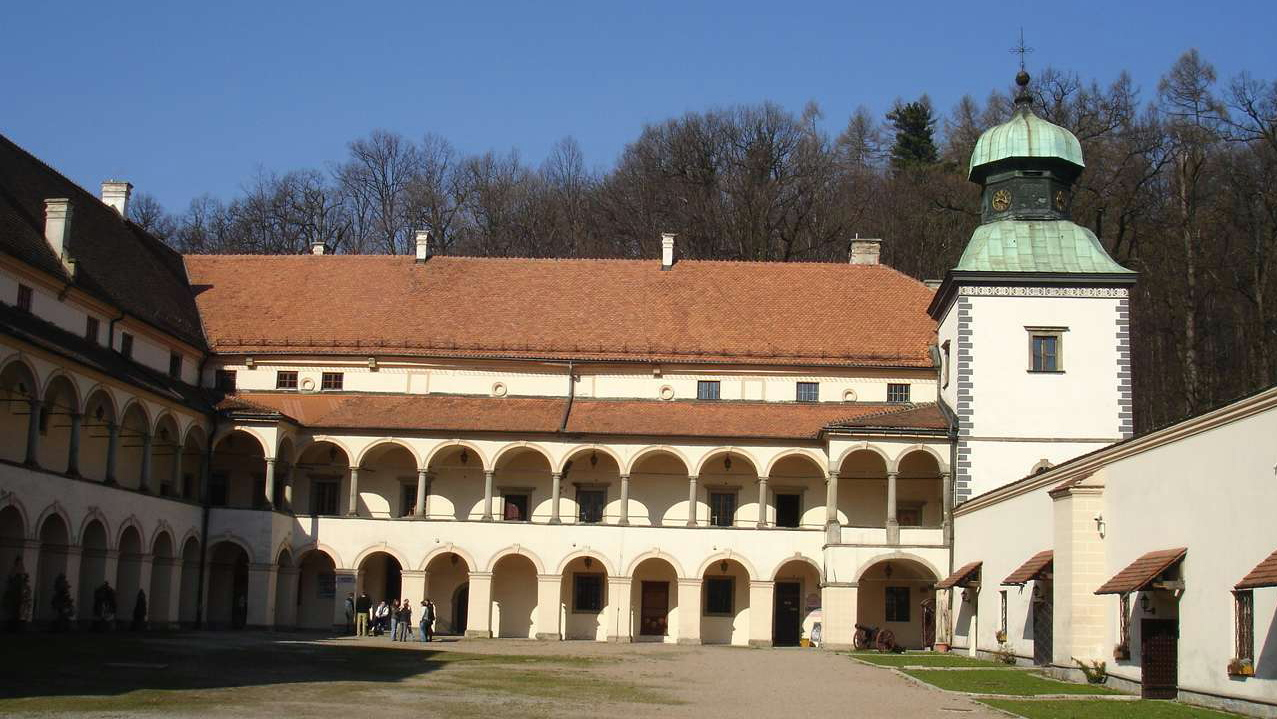
Zamek Komorowskich

W 1554 r. Stanisław Słupski sprzedał Suchą złotnikowi krakowskiemu Gaspare’owi Castiglione’iemu, który po uzyskaniu nobilitacji szlacheckiej przybrał od swojej posiadłości polskie nazwisko – Kasper Suski. Z osobą Kaspra Suskiego wiąże się budowa zamku, który miał stać się na kilkaset kolejnych lat głównym ośrodkiem administracyjnym, gospodarczym i kulturalnym okolicznych terenów. Doszło do tego za czasów kolejnych właścicieli Suchej, Komorowskich, którzy na początku XVII wieku skupiali w swych rękach znaczne obszary ziemskie w okolicach Suchej i na Żywiecczyźnie. Po ich podziale w 1608 r. wschodnia część trafiła w ręce Piotra Komorowskiego i aż do 1939 r. jako tzw. „państwo suskie” pozostawała w rękach prywatnych właścicieli, którymi, po Komorowskich, były inne znane polskie rody: Wielopolskich, Branickich i Tarnowskich.
XVII wiek był okresem szybkiego rozwoju dominium suskiego. Piotr Komorowski w latach 1613–1614 wybudował w Suchej kościół, konsekrowany w 1624 r., w tym samym roku sprowadził do niego kanoników regularnych laterańskich z prepozytury p.w. Bożego Ciała na krakowskim Kazimierzu, w 1625 r. ufundował dla nich w Suchej osobną prepozyturę, a następnie doprowadził w 1626 r. do ustanowienia parafii. Prepozytura kanonicka w Suchej przetrwała do 1782 r., kiedy to znieśli ją austriaccy zaborcy. Również wiele starań poświęcił rozbudowie dawnego dworu obronnego Kaspra Suskiego, tworząc okazałą rezydencję magnacką. W tym okresie powstały w Suchej: huta szkła, młyn wodny, browar, suszarnia chmielu, gorzelnia, kuźnica żelaza i miedzi.
W latach 1693–1726 panią zamku suskiego była Anna Konstancja Wielopolska, która, będąc sprawną administratorką, przeprowadziła reformę administracyjną „państwa suskiego”. W XVIII wieku pod rządami Wielopolskich, na mocy przywilejów otrzymanych od króla polskiego, a następnie po 1772 r. od cesarza, Sucha przeobraziła się z osady typowo rolniczej w osadę targową. Przywileje te zezwalały na organizowanie jarmarków, dzięki którym Sucha stała się znanym ośrodkiem handlowym i rzemieślniczym Podbeskidzia.
W latach 1769–1772 Sucha i okolice stały się terenem wzmożonych działań wojennych wojsk konfederatów barskich z wojskami rosyjskimi.

### Zabór austriacki

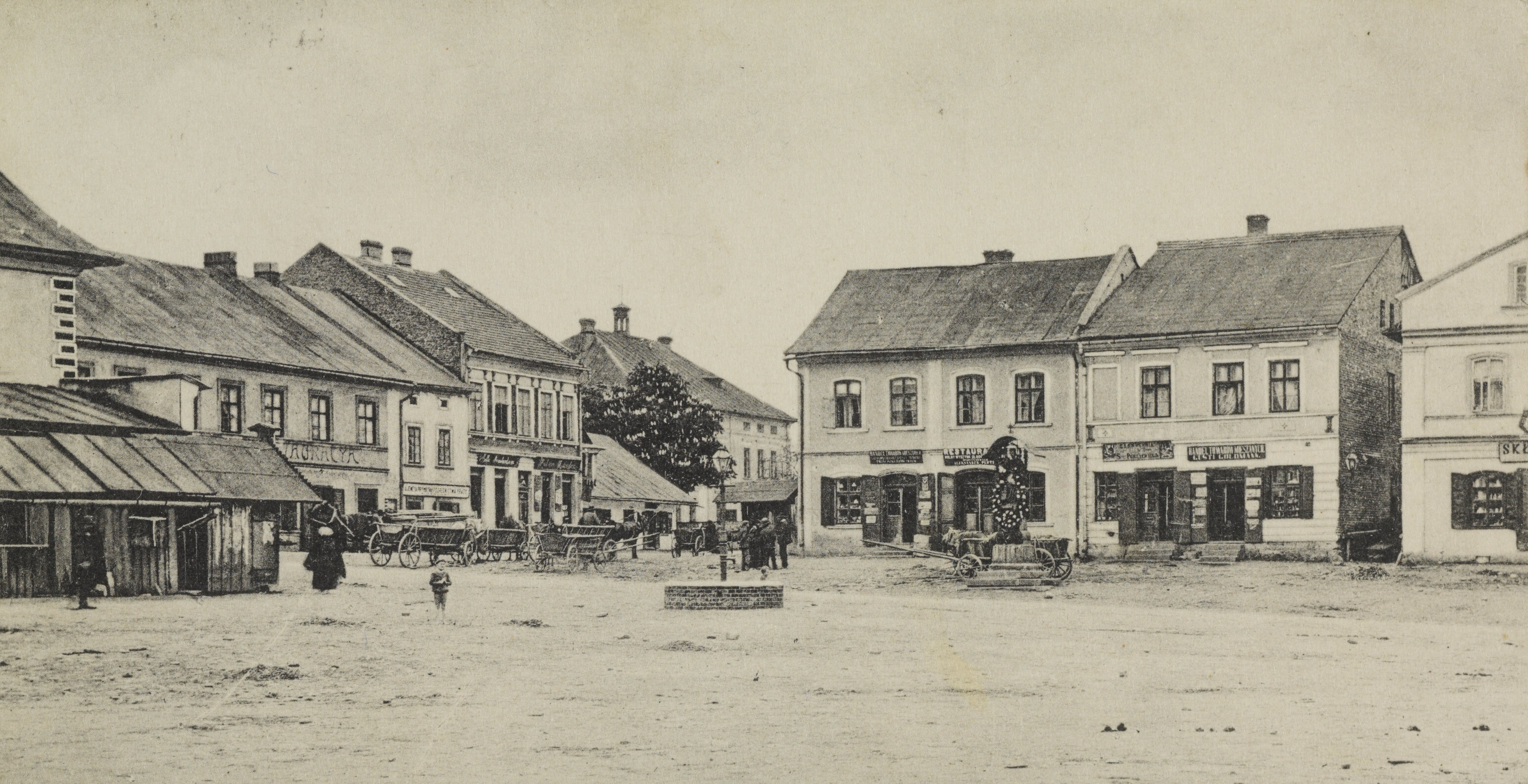
Rynek około 1913

Ewaryst Andrzej Kuropatnicki w wydanym po raz pierwszy w 1786 r. dziełku pt. „Geografia (...) Galicyi i Lodomeryi” tak pisał o Suchej: Hrabiów Wielopolskich domu, ozdobna z pałacu wspaniałego, ogrodu, który wiele od wylewu wód w r. 1784 szkody poniósł z kościołem. Ogród z oranżeryi Krakowowi prócz pańskich potrzeb, cytryn i pomarańcz dostarcza. Pod koniec XVIII wieku Sucha liczyła około 3 tys. mieszkańców.
W ostatnich latach panowania Wielopolskich rozbudowano i zmodernizowano hutę żelaza – tzw. „Kuźnice Suskie”, znajdujące się w centrum osady. W 1843 r. dobra suskie wykupili od Wielopolskich Braniccy herbu Korczak. Lata 40. XIX wieku były dla mieszkańców Suchej jednym z najcięższych okresów w historii. Obfitowały bowiem w powodzie i epidemie, które stały się główną przyczyną klęsk i nieurodzajów.
Huta żelaza w Suchej działała do około 1880 r. Na lata 80. XIX wieku przypadło uruchomienie tzw. kolei transwersalnej, wiodącej z Żywca przez Nowy Sącz do Husiatyna. W 1883 r. otwarto odcinek Żywiec – Sucha, a rok później linie Sucha – Nowy Sącz oraz Sucha – Kalwaria Zebrzydowska. Dzięki tej ostatniej Sucha uzyskała połączenie z Krakowem. Wówczas właścicielami miejscowości byli już Braniccy, z których nazwiskiem wiąże się powstanie wspaniałego zbioru biblioteczno-muzealnego na zamku, w swoim czasie jednej z największych bibliotek prywatnych na ziemiach polskich. Zbiory te podczas II wojny światowej uległy częściowo zniszczeniu, reszta uległa rozproszeniu.
Ostatnie ćwierćwiecze XIX wieku można nazwać okresem ożywienia gospodarczego. Rozbudowano suski browar, Sucha stała się ważnym węzłem kolejowym, a kolej, poza rolnictwem, została jednym z głównych źródeł utrzymania mieszkańców. W 1886 r. powstał tartak, przy którym założono straż ogniową. Ukoronowaniem tego okresu było nadanie Suchej w 1896 r. praw miejskich. W latach 1895–1907 wzniesiono nowy kościół, a w 1911 r. otwarto Bank Spółdzielczy.

### II RP

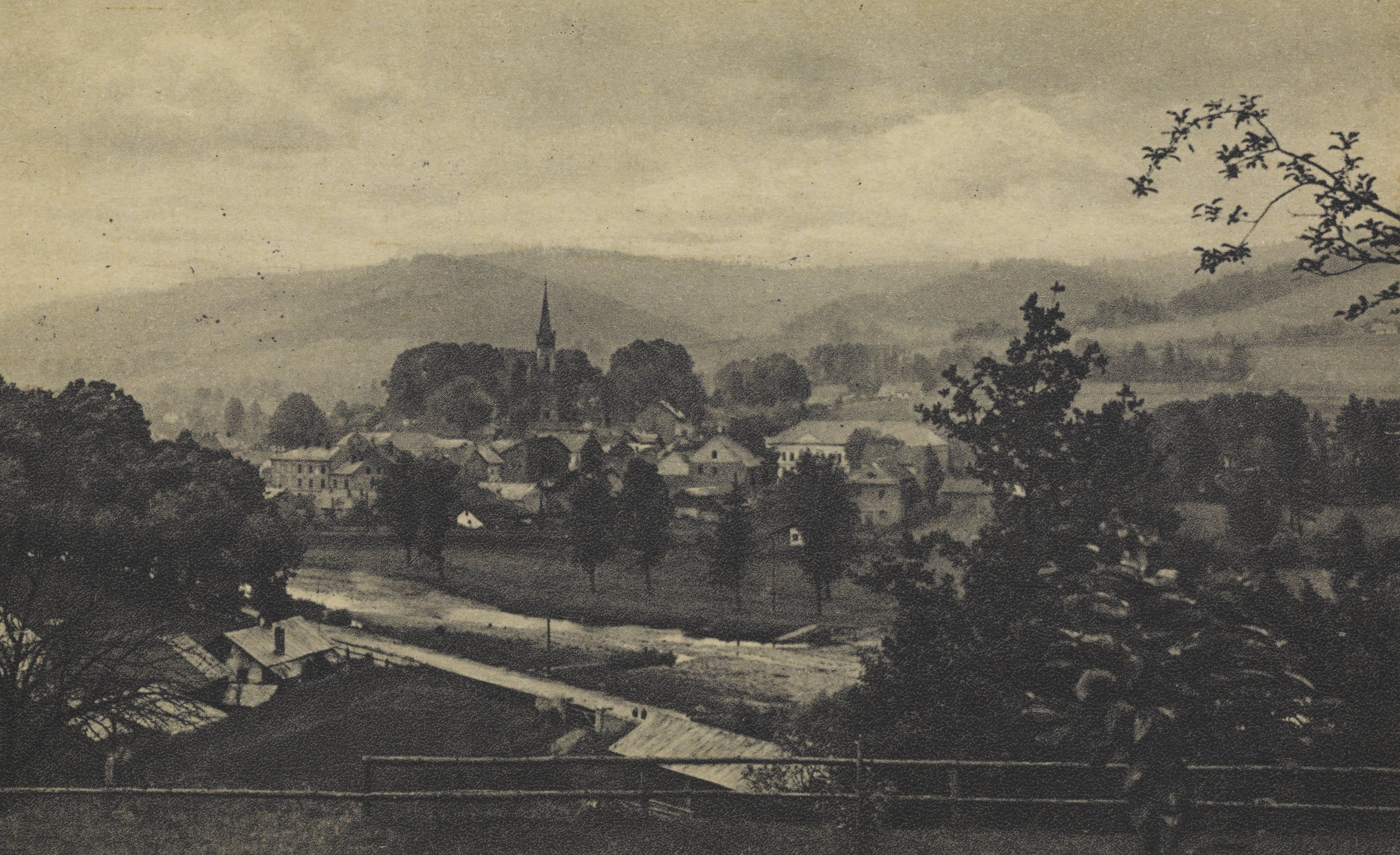
Widok ogólny w 1932

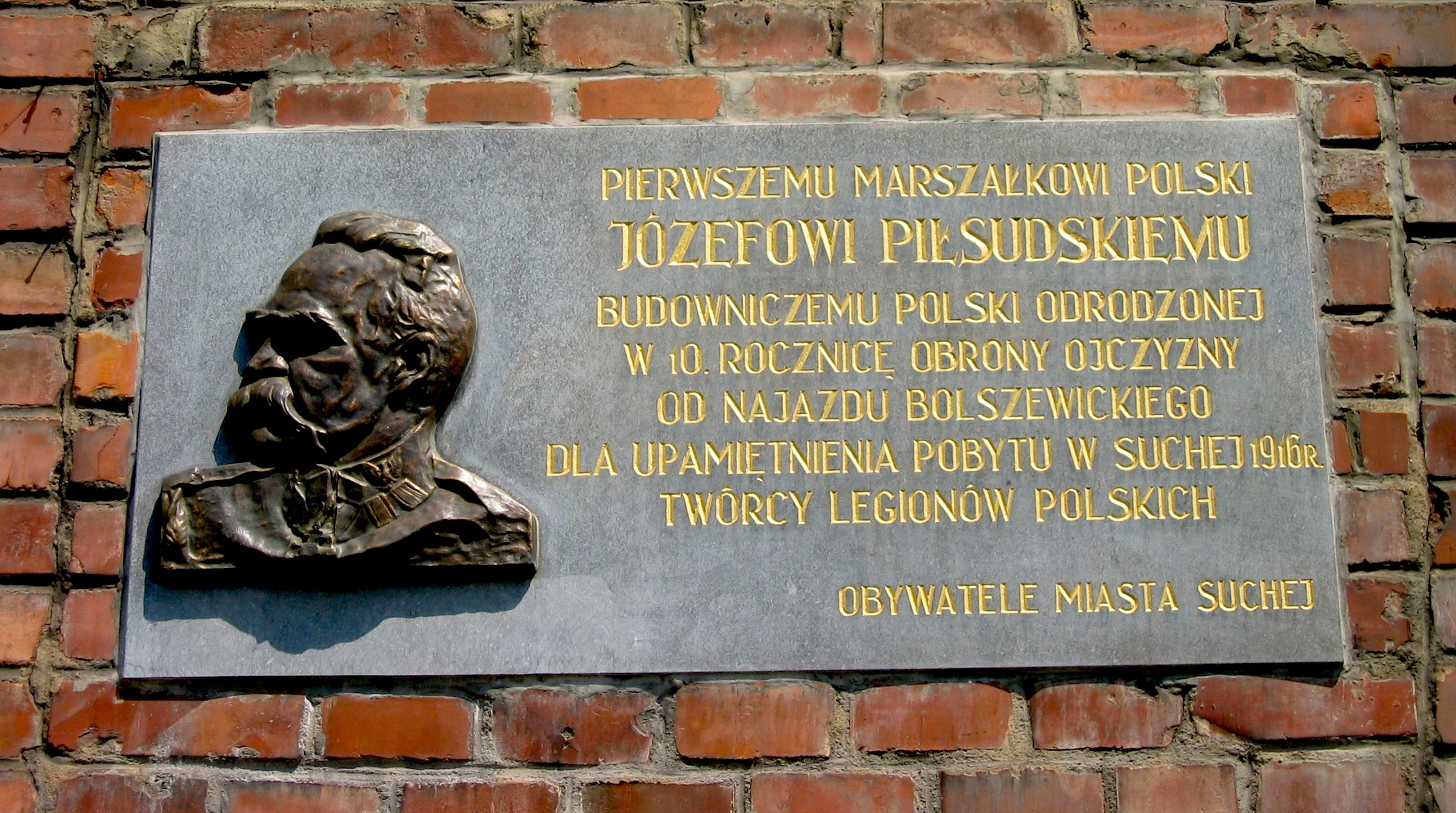
Tablica pamiątkowa ku czci Marszałka Piłsudskiego

W czasach dwudziestolecia międzywojennego Sucha kilkakrotnie zmieniała swą przynależność administracyjną, wchodząc kolejno w skład powiatów: żywieckiego, makowskiego i ponownie żywieckiego. W 1922 r. dobra suskie drogą wiana przeszły na Tarnowskich. Właścicielem zamku był hrabia Juliusz Tarnowski, syn Anny z Branickich Tarnowskiej. Przed I wojną światową, a także w okresie powojennym, w Suchej rozwijały się instytucje kulturalno-oświatowe. Działały: Towarzystwo Oświaty Ludowej, Polskie Towarzystwo Gimnastyczne „Sokół”, Towarzystwo Szkoły Ludowej, Katolickie Stowarzyszenie Młodzieży (Żeńskiej i Męskiej) oraz harcerstwo. W latach trzydziestych najwięcej osób zatrudniały: węzeł PKP, tartak, browar, fabryki Rudolfa Edwarda Fortunów – „Robot” (200 osób) i „Walor”. W 1939 r. w Suchej mieszkało około 6200 osób.

### II wojna światowa
3 września 1939 r. do Suchej, od strony Żywca, wkroczyły wojska hitlerowskie. Miasto zostało wcielone do Rzeszy jako miejscowość graniczna, ponieważ sąsiedni Maków Podhalański znajdował się już w granicach Generalnego Gubernatorstwa. Wojna przyniosła zagładę około 500-osobowej społeczności żydowskiej zamieszkującej Suchą. Miasto zostało zdobyte 23 stycznia 1945 roku przez oddziały 28 Armii 4 Frontu Ukraińskiego (na cmentarzu wojskowym znajdują się mogiły 736 radzieckich żołnierzy poległych przy zdobywaniu miasta i sąsiednich terenów).

### PRL
W latach powojennych miasto zdecydowanie zmieniło oblicze. Powstał stadion sportowy, a później osiedle mieszkaniowe Na Stawach, które wraz z wybudowanym jako pierwszym osiedlem Beskidzkim, stanowi największe skupisko mieszkalne w Suchej. Obok budownictwa komunalnego i spółdzielczego prężnie rozwijało się budownictwo indywidualne. Rozwinęły się nowe gałęzie przemysłu. Powstała Babiogórska Fabryka Mebli, Zakłady Przetwórstwa Owocowo-Warzywnego, Wytwórnia Sprzętu Komunikacyjnego, GS Samopomoc Chłopska. Powstała sieć szkół podstawowych, zawodowych i średnich.
W latach 1956–1975 istniał powiat suski. 27 listopada 1965 r. do tradycyjnej, dawnej nazwy miasta, dodano oficjalnie drugi człon – Beskidzka – jednoznacznie identyfikujący jego położenie. W wyniku reformy administracyjnej przeprowadzonej w 1975 r. miasto zostało włączone do nowo utworzonego województwa bielskiego. W 1983 roku zakończono budowę szpitala rejonowego, wokół którego powstało nowe osiedle mieszkaniowe. Również we współczesnym wyglądzie miasta zachodzą zasadnicze zmiany. Przykładem może być powstały w centrum, na terenie po zamkniętym tartaku i bazie PKS-u, nowoczesny pasaż handlowo-usługowy. 1 stycznia 1999 r. przywrócono powiat suski – zgodnie z tradycjami historyczno-kulturowymi – w województwie małopolskim.

## Demografia

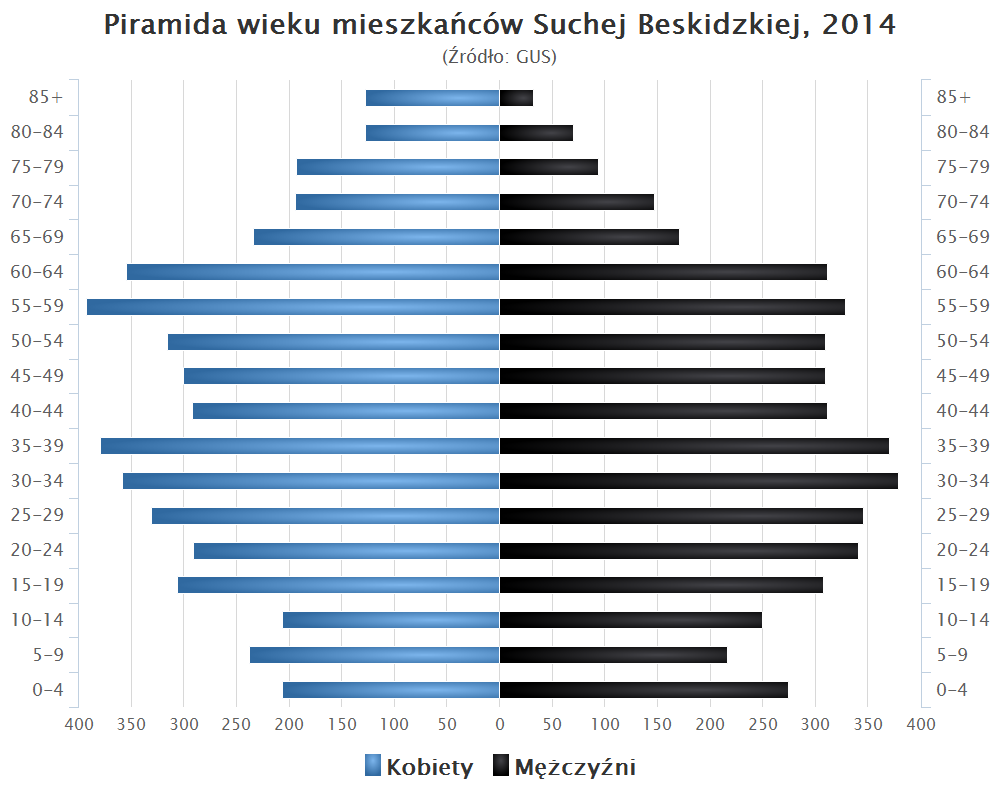
Piramida wieku mieszkańców Suchej Beskidzkiej w 2014 roku

Dane z 30 czerwca 2004 r.:
| Opis                              | Ogółem | Ogółem | Kobiety | Kobiety | Mężczyźni | Mężczyźni |
| --------------------------------- | ------ | ------ | ------- | ------- | --------- | --------- |
| Jednostka                         | osób   | %      | osób    | %       | osób      | %         |
| Populacja                         | 9750   | 100    | 5051    | 51,8    | 4699      | 48,2      |
| Gęstość zaludnienia [mieszk./km²] | 355,1  | 355,1  | 183,9   | 183,9   | 171,1     | 171,1     |

Demografia

## Gospodarka
W mieście znajdują się zakłady przemysłu elektronicznego, meblarskiego, spożywczego. W Suchej mieści się Szpital Rejonowy im. dr. Jana Gawlika oraz Klinika Stomatologiczna.

## Transport

### Transport drogowy
- droga krajowa nr 28 Zator – Wadowice – Sucha Beskidzka – Limanowa – Nowy Sącz – Gorlice – Biecz – Jasło – Krosno – Sanok – Przemyśl – Medyka – granica państwa
- droga wojewódzka nr 946 Żywiec – Łękawica – Okrajnik – Las – Kuków – Lachowice – Stryszawa – Sucha Beskidzka

### Transport kolejowy

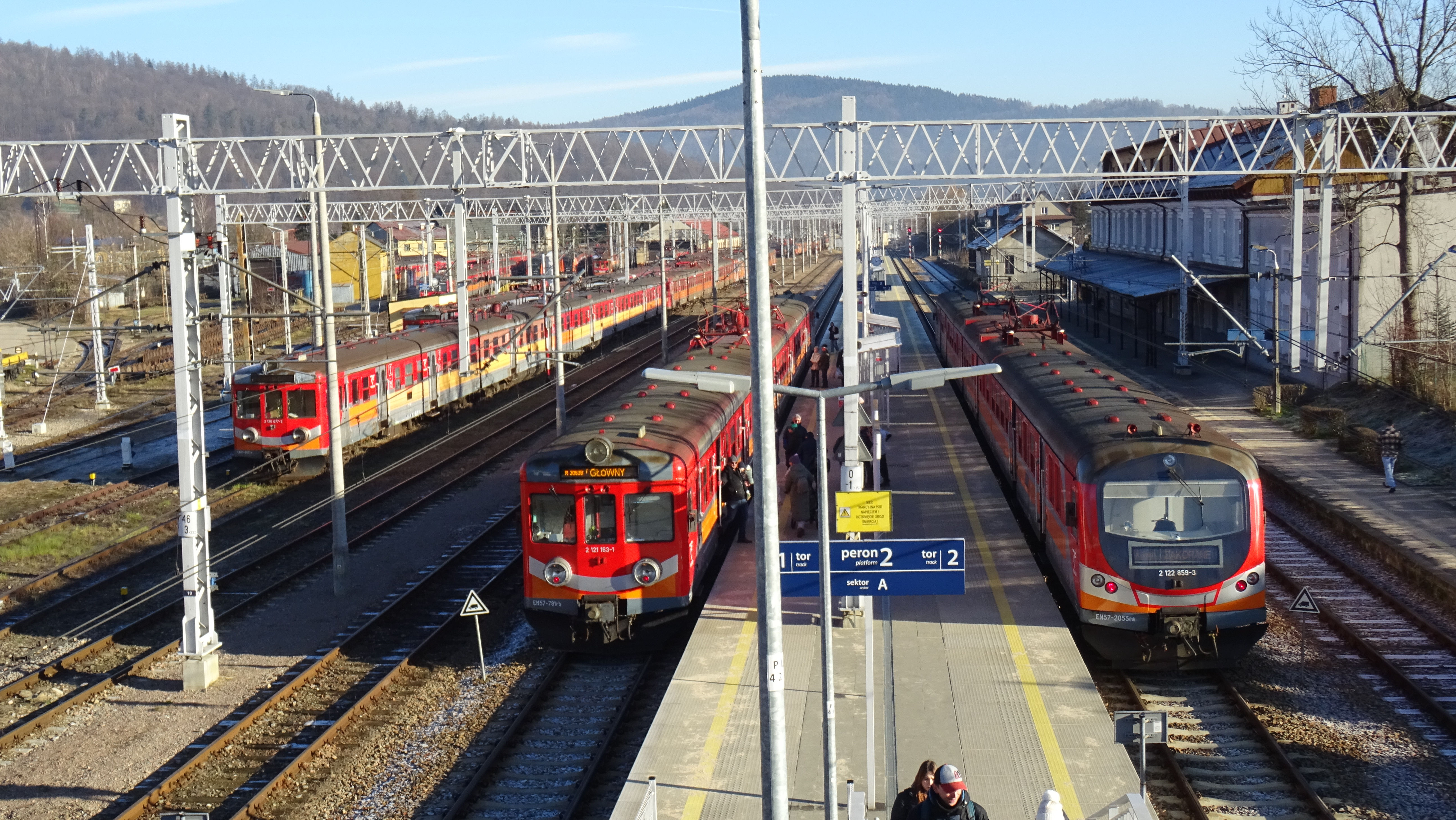
Stacja kolejowa w Suchej Beskidzkiej

Przez miasto przechodzą dwie linie kolejowe: 97 Skawina – Żywiec oraz 98 Sucha Beskidzka – Chabówka. Sucha Beskidzka jest węzłem kolejowym, z którego odchodzą pociągi do Krakowa, Zakopanego i Żywca. Wcześniej również do Wadowic, jednak w latach 1988–1992 odcinek Skawce – Wadowice został zlikwidowany, w związku z budową zbiornika Świnna Poręba.

### Transport lotniczy
4 października 2012 r. otwarto sanitarne lądowisko przy ul. Szpitalnej. Około 13 km na południowy wschód od miasta znajduje się prywatne lądowisko Blachdom Plus Maków Podhalański.
Najbliższe porty lotnicze:
- Port lotniczy Kraków-Balice – ok. 60 km
- Port lotniczy Katowice-Pyrzowice – ok. 120 km

## Edukacja
- Niepubliczne Przedszkole „Lobus” z Oddziałem Integracyjnym i Oddziałami Specjalnymi, ul. Billy Wildera 14,
- Przedszkole Niepubliczne „Klub Malucha”, ul. Role 89,
- Przedszkole Niepubliczne „Bajkowe Ranczo”, ul. Batalionów Chłopskich 260,
- Miejskie Przedszkole Samorządowe, ul. Mickiewicza 23,
- Miejska Świetlica Profilaktyczna, ul. Handlowa 2[18],
- Szkoła Podstawowa Nr 1, ul. płk Semika 3,
- Szkoła Podstawowa Nr 2 im. Władysława Broniewskiego, ul. Zasypnicka 1,
- Filia Szkoły Podstawowej Nr 2 w Suchej Beskidzkiej, ul. Błądzonka 73,
- Szkoła Podstawowa im. Jana Pawła II, ul. płk Semika 3,
- Liceum Ogólnokształcące im. Marii Skłodowskiej-Curie, ul. płk Semika 1,
- Liceum Ogólnokształcące dla Dorosłych, ul. płk Semika 1,
- Zespół Szkół im. Walerego Goetla, ul. Kościelna 5,
- Zespół Szkół im. Wincentego Witosa, ul. Spółdzielców 1,
- Niepubliczne Medyczne Studium Zawodowe w Suchej Beskidzkiej Zakładu Doskonalenia Zawodowego w Katowicach, Rynek 16,
- Beskidzka Szkoła Zawodowa, ul. Kościelna 5,
- Europejskie Centrum Kształcenia Ustawicznego Ośrodek Doradztwa i Doskonalenia Kadr, ul. Spółdzielców 1,
- Szkoła Muzyczna I stopnia, ul. płk. Semika 3,
- Wyższa Szkoła Turystyki i Ekologii, ul. Zamkowa 1[19]

## Turystyka i miejsca warte zwiedzenia

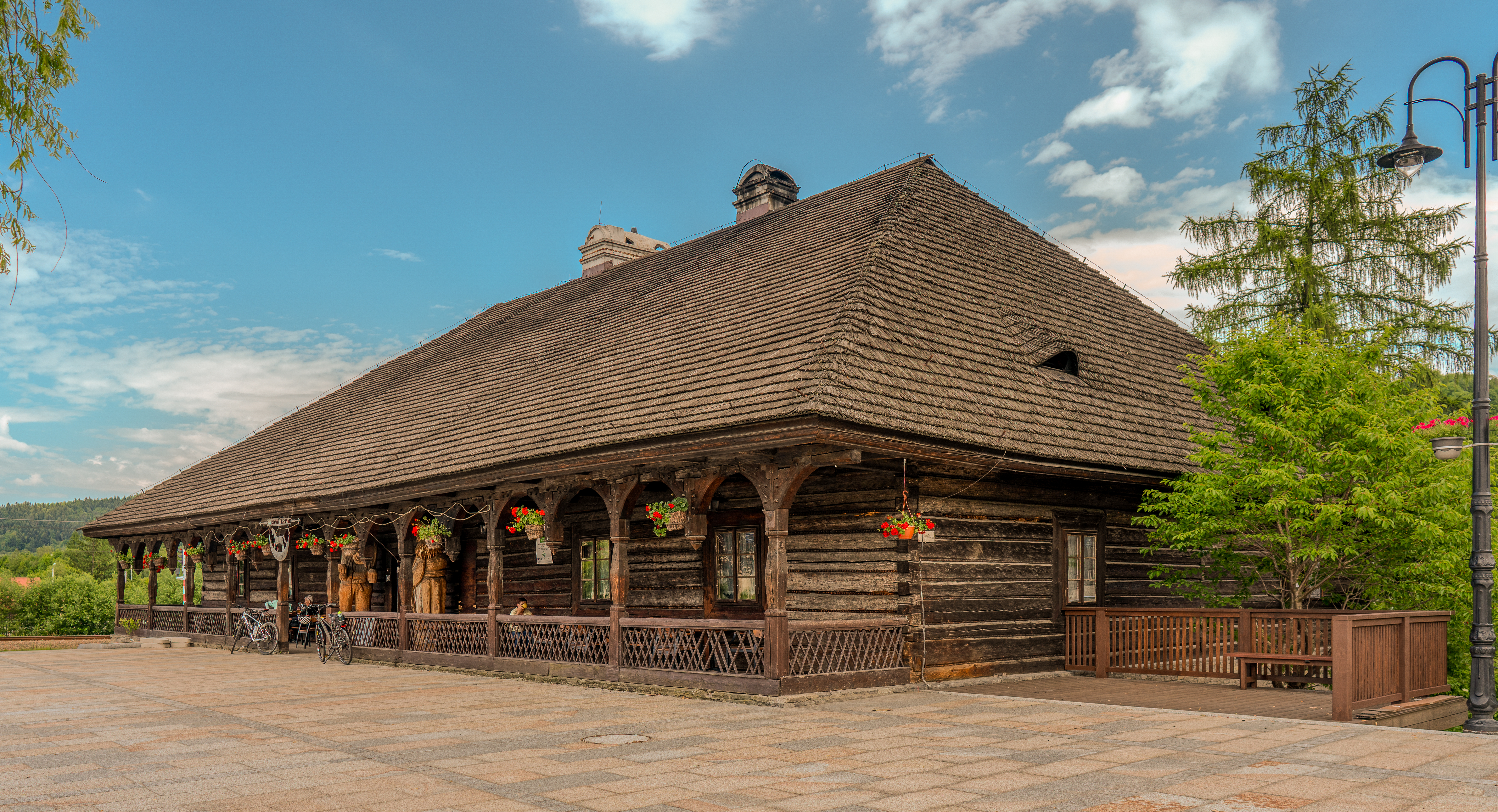
Karczma „Rzym”

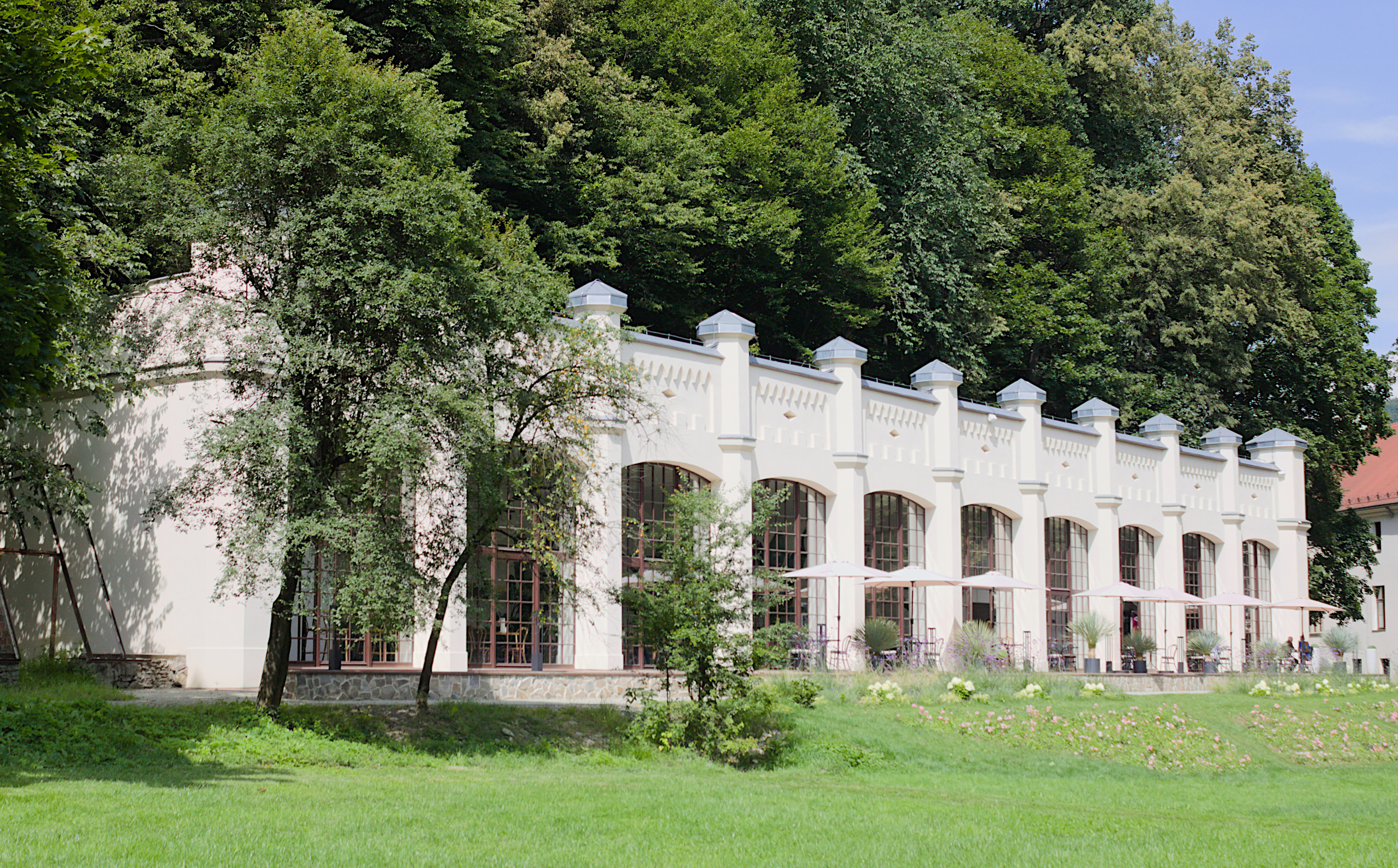
Oranżeria

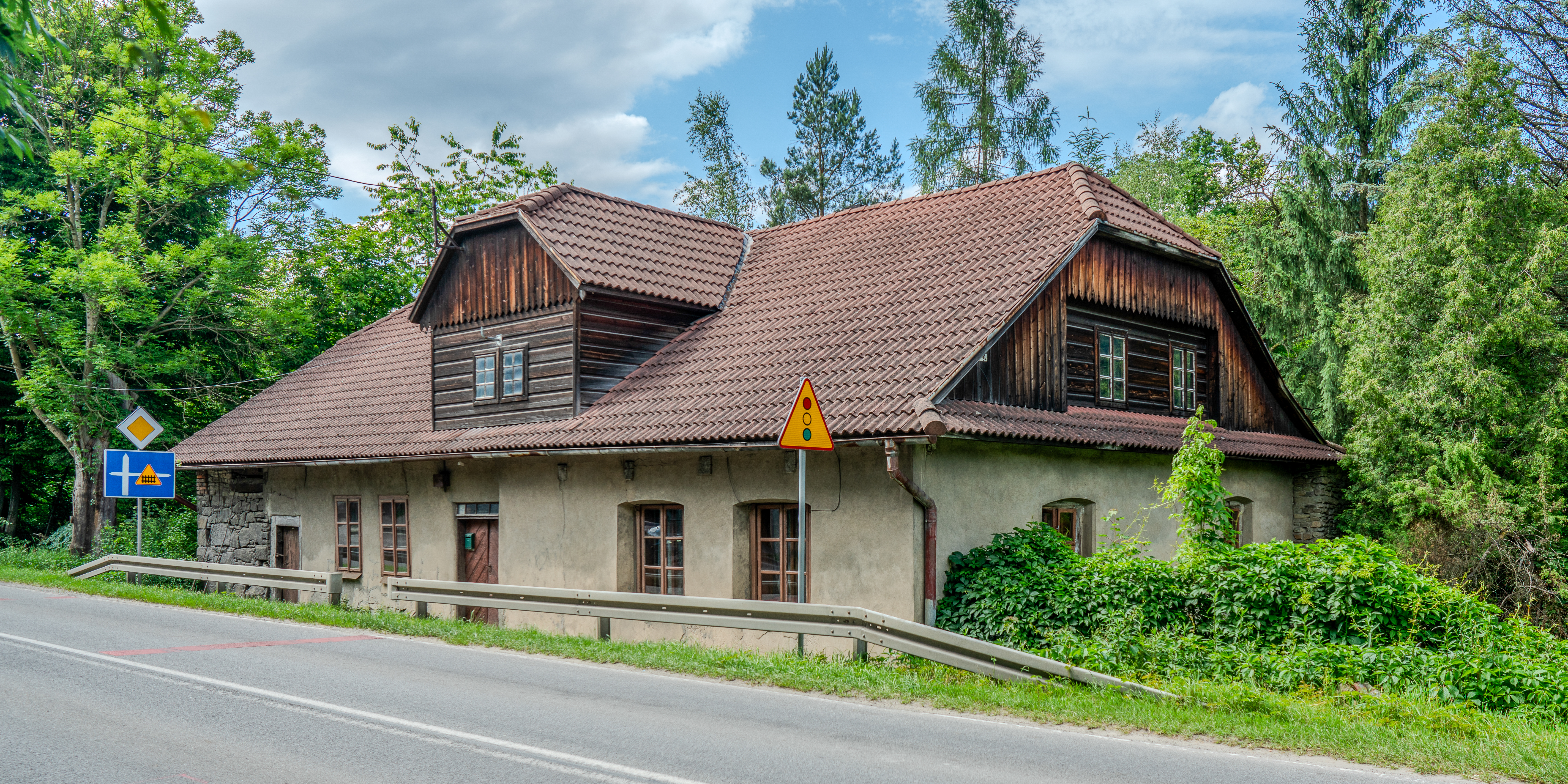
Dom ul. Mickiewicza 130 kon. XVIII, 1 poł. XIX

- renesansowy zamek suski przy ul. Zamkowej 1, zwany „Małym Wawelem” (obecnie siedziba Miejskiego Ośrodka Kultury i Muzeum Miejskiego oraz hotel i restauracja „Kasper Suski”),
- barokowy park zamkowy w stylu francuskim z ok. 1708,
- neogotycka oranżeria z II poł. XIX w. w parku zamkowym (obecnie kawiarnia "Oranżeria"),
- drewniana karczma „Rzym” z XVIII w. na rynku,
- Muzeum Ziemi Suskiej przy ul. Batalionów Chłopskich 22, „Domek Ogrodnika” (zamieszkały niegdyś przez zamkowego ogrodnika),
- budynek stacyjny, powstały w latach 1881–1882, z typową dla galicyjskich kolei architekturą,
- trzy drewniane dworki oficjalistów z lat 80. XIX w. przy ulicy Mickiewicza 36,38 i 40,
- drewniany dom-zajazd z 1825 roku przy ul. Role 182 oraz inny drewniany dom z przełomu XIX i XX w. przy ul. Mickiewicza 68,
- murowany budynek browaru dworskiego z ok. 1800 r. przy ul. Mickiewicza 32,
- kamienice przy suskim rynku z XIX w.,
- mini skansen taboru kolejowego (filia skansenu w Chabówce) – dwa parowozy: normalnotorowy z 1909 r. i wąskotorowy z 1919 r., parowozownia z 1886 r.,
- ścieżka przyrodniczo-leśna „Jasień”,
- grób konfederatów barskich,
- wiąz Sobieskiego.

### Budowle sakralne

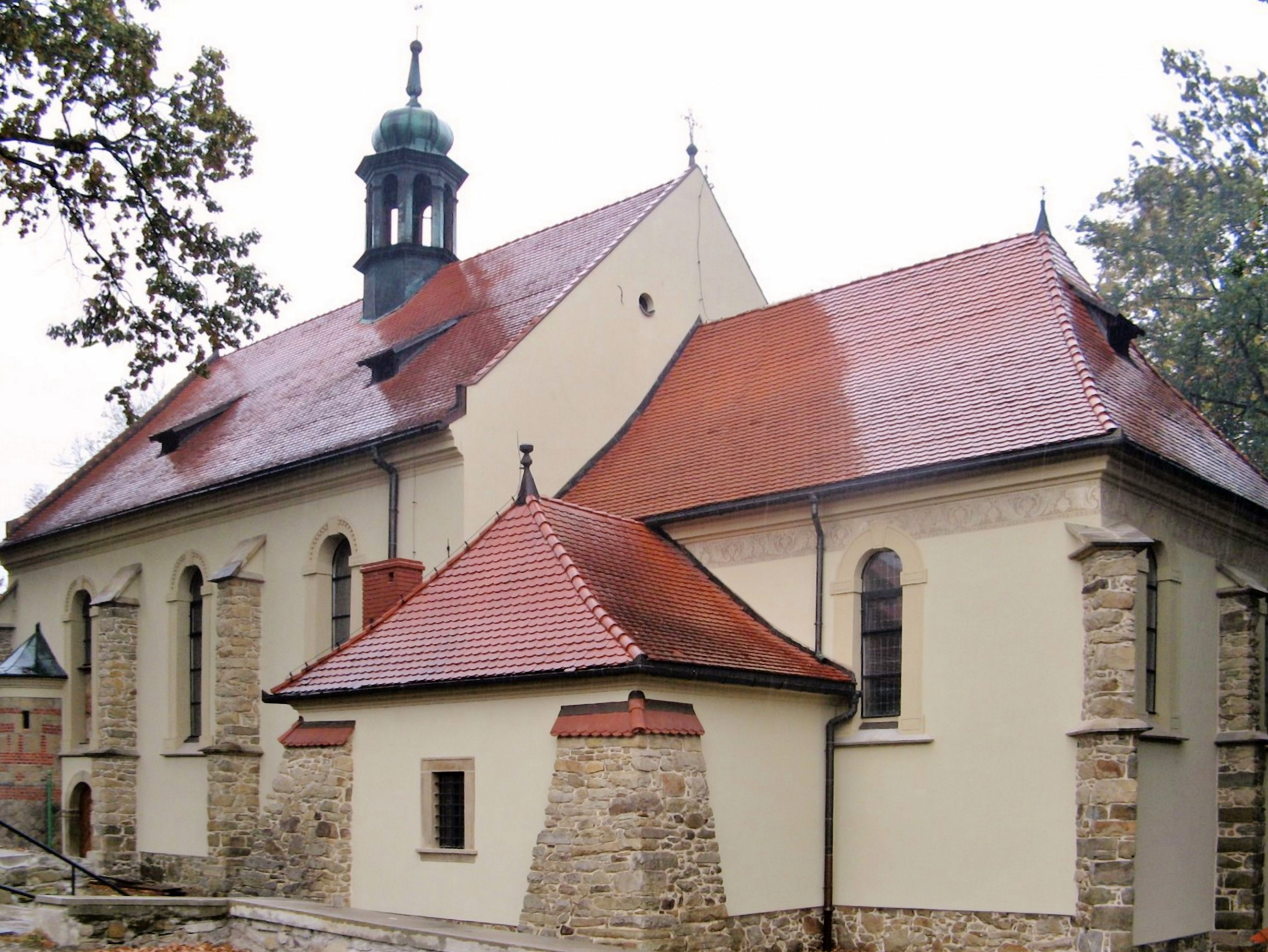
Stary kościół dawnego klasztoru kanoników regularnych (1613/14)

- zespół klasztoru kanoników regularnych: kościół manierystyczno-barokowy z 1613–14, budynek klasztoru (obecnie plebania), trzy kaplice z XVII wieku oraz kaplica cmentarna z 1910 r., drewniany spichlerz z XVIII / XIX w. powyżej plebanii[20],
- kościół Nawiedzenia Najświętszej Marii Panny, neogotycki z początku XX w. zbudowany według projektu Teodora Talowskiego,
- mogiła konfederatów barskich znajdująca się koło kościoła, rozstrzelanych w 1771 r. przez Moskali,
- kaplica pod wezwaniem św. Brata Alberta z 1983 r. w dzielnicy Błądzonka[21],
- Kaplica Konfederatów Barskich na górze Jasień z II połowy XVIII w.,
- figury i kapliczki przydrożne, między innymi dwie figury św. Jana Nepomucena z 1779 r. oraz 1795 r. przy kościele neogotyckim, św. Antoni z 1728 r., Chrystus Frasobliwy z 1743 r., św. Wawrzyniec z 1838 r.,
- XIX w. pomniki na cmentarzu parafialnym założonym w 1836 r.

### Turystyka aktywna
W 1906 r. Hugo Zapałowicz wyznaczył pierwszy polski szlak turystyczny w Beskidach Zachodnich – z Suchej przez Magurkę do Zawoi.
Miasto jest punktem wyjścia następujących szlaków turystycznych w Beskid Mały, Beskid Makowski, Beskid Żywiecki:
 Sucha Beskidzka Dworzec PKP – Przełęcz Przysłop – Zawoja Centrum,
 Sucha Beskidzka Dworzec PKP – Zawoja Przysłop – Zawoja Dolna,
 Sucha Beskidzka Dworzec PKP – Lipska Góra – Przełęcz Lipie – Cyrchel – Kozie Skały – Krzeszów – Smrekowica – Gibasy – Kocierz,
 Sucha Beskidzka dworzec PKS – Mioduszyna – Maków Podhalański.
W mieście wytyczono ponadto 6 tras rowerowych:
- Trasa nr 1 – kolor żółty spod zamku suskiego w kierunku Zembrzyc i dalej na górę Jasień,
- Trasa nr 2 – kolor niebieski do 1700 m identyczna z trasą nr 1, rozszerzona o przejazd przez osiedle Koźle oraz dzielnicę Błądzonka i do zamku,
- Trasa nr 3 – kolor pomarańczowy trasa ul. Zamkowa, Rynek, ul. Kościelna, ul. Szpitalna/ul. 3-go Maja, „Pod Modrzewie”, os. Podksięże, wjazd na teren wsi Przysłop, os. Bielasy, os. Polana, wjazd na teren wsi Grzechynia: Za Wodą, Zarąbki, wjazd na teren miasta Sucha Beskidzka osiedle Sumerówka, docieramy do ul. Nad Skawą i dalej ul. Piłsudskiego przez Rynek, ul. Zamkowa,
- Trasa nr 4 – kolor zielony pokrywa się z trasą nr 3 z tym, że dojeżdżamy do placu przed klasztorem Karmelitów Bosych w Zawoi,
- Trasa nr 5 – kolor bordowy przebiega, tj. trasa nr 4, rozszerzona jest o osiedle Hucisko w Stryszawie, do Suchej wracamy drogą wojewódzkiej nr 946, ul. Role, ul. Mickiewicza, ul. Zamkowa,
- Trasa nr 6 – kolor granatowy wiedzie ul. Zamkową, Rynek, ul. Juliusza hr. Tarnowskiego, ul. Batalionów Chłopskich i ul. Błądzonka, przełęcz Lipie, pomiędzy Lipską Górą i Głuszkową Górą, osiedle Błachutówka, stryszawskie osiedla Krupniaki i Gałuszki, most w Stryszawie oraz przejazd kolejowy, droga wojewódzka nr 946, powrót do Suchej Beskidzkiej ul. Role, ul. Mickiewicza, ul. Zamkowa.

Miasto posiada bazę hotelową: Hotel Monttis, Hotel Kasper Suski, Szkolne Schronisko Młodzieżowe.

## Sport
- Stadion Sportowy MKS „Babia Góra” przy ul. Mickiewicza, pojemność stadionu 700 siedzących (w tym 450 krzesełek) i ok. 1000 stojących, na kompleks składają się: boisko piłkarskie, główna płyta, płyta treningowa, płyta asfaltowa do gry w piłkę ręczną, bieżnie oraz rzutnie dyskiem, kulą, skocznie w dal i do skoku wzwyż, kort tenisowy, trzy domki fińskie oraz zabudowania gospodarcze z miejscem na magazyny, szatnie z natryskiem,
- Kompleks sportowy „Orlik” przy ul. płk. T. Semika,
- Kryta pływalnia przy ul. Zielonej 1,
- Wyciąg narciarski orczykowy „Zasypna” przy ul. Zasypnica 275, długość 130 m.,różnica poziomów 42 m, sztucznie naśnieżany i oświetlony – nieczynny,
- Lodowisko sezonowe „Biały Orlik” przy ul. płk. T. Semika,
- Miejska Wypożyczalnia Rowerów z czterema punktami wypożyczeń: ul. Wadowicka 4, ul. Zamkowa 1, ul. Mickiewicza 19, ul. Zielona 1, ul. Role 133,
- Miejski Klub Sportowy „Babia Góra” – piłkarski i narciarski klub sportowy – rok założenia 1918 r., barwy klubu niebiesko-czerwone, największym sukcesem był awans do IV ligi w sezonie 2000/01,
- Łucznicze Towarzystwo Sportowe „Zamek Suski”,
- UKS Broncos Sucha Beskidzka – zespół futbolu amerykańskiego,
- Beskidzki Klub Seido Karate,
- Klub Nordic Walkerów „Kijanki”.

## Imprezy
- Podbabiogórskie spotkania podróżnicze,
- Otwarty turniej szachowy Ziemi Suskiej,
- 1–5 maja – Suska Majówka – blok imprez, w tym m.in.: Konkurs Wiedzy Historycznej „Ocalić od zapomnienia”, XIV Turniej Łuczniczy Robin Hooda, XXI Rajd Rowerowy Ziemi Suskiej, Koncert w „Małej Zbrojowni”
- Wystawa ogrodnicza – maj,
- 21–22 czerwca – Dni Ziemi Suskiej – powitanie lata,
- Suskie spotkania z folklorem,
- Plener artystyczny – Letnia Szkoła Malowania,
- Międzynarodowy Wyścig Kolarski „Memoriał Henryka Łasaka”,
- Mały Wyścig „Memoriał Henryka Łasaka”,
- Cinema Castello – Letnia akademia filmowa – sierpień,
- Dni Muzyki na zamku,
- Rajd „Podbabiogórskie Miasta”
- ponadto szereg wystaw plastycznych w Miejskiej Galerii Sztuki, warsztaty rzeźbiarskie oraz malarskie, zawody łucznicze oraz w strzelaniu z broni i inne.

## Wspólnoty wyznaniowe
- Kościół rzymskokatolicki:

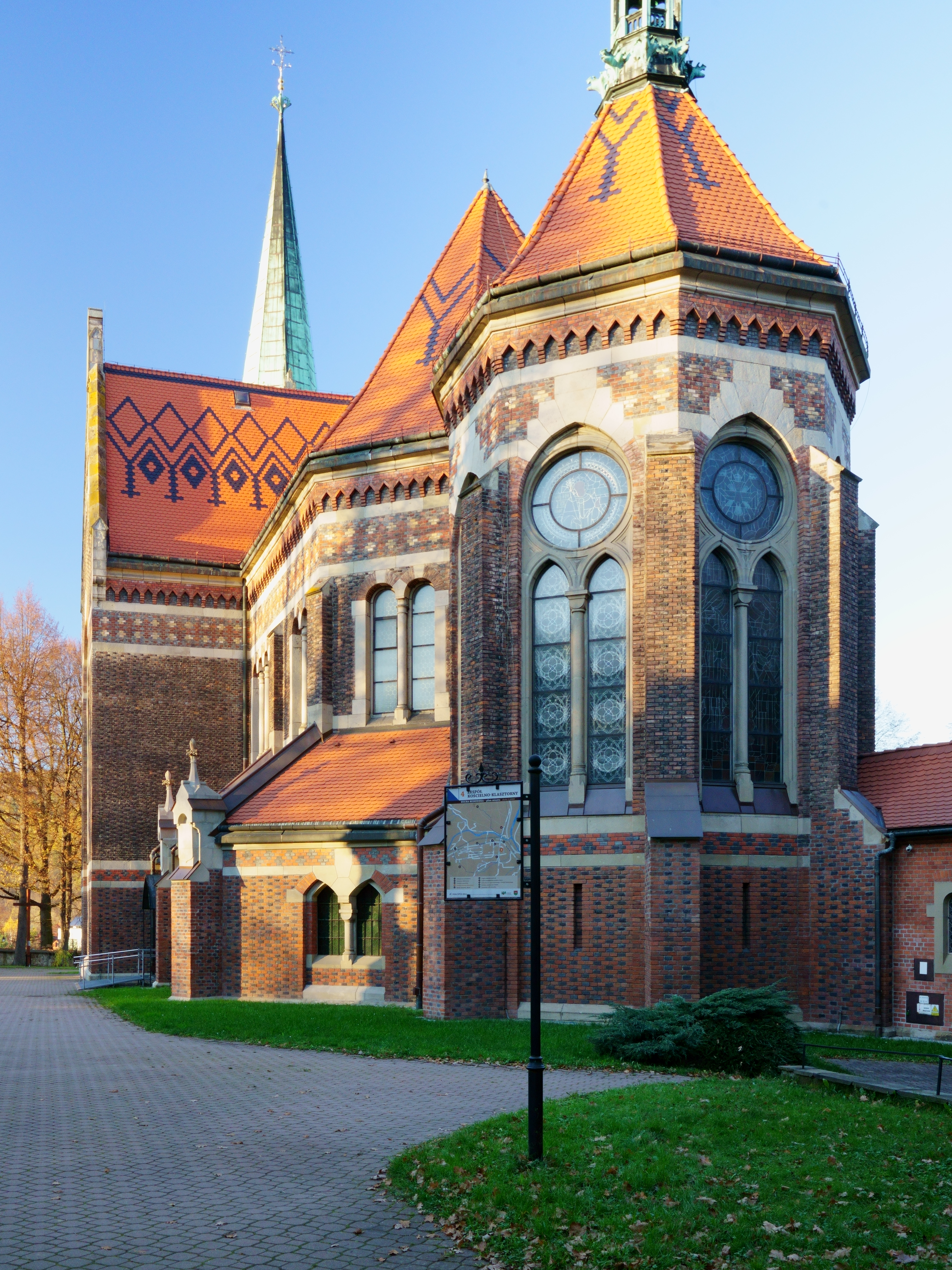
Kościół rzymskokatolicki Nawiedzenia Najświętszej Marii Panny

  - parafia Nawiedzenia Najświętszej Maryi Panny[23]
- Chrześcijańska Wspólnota Ewangeliczna:
  - placówka misyjna w Suchej Beskidzkiej[24]
- Świadkowie Jehowy:
  - zbór Sucha Beskidzka (Sala Królestwa ul. Zamkowa 31)[25]

## Współpraca międzynarodowa
Miasta i gminy partnerskie:
- Frombork
- Jászberény
- Ceriale [26]